# Бурылово
Бурылово — деревня в Кишертском районе Пермского края. Входит в Осинцевское сельское поселение.
В деревне имеется 2 населенных дома и несколько заброшенных.
Ранее, до 1917 года деревня была плотно населена, имело несколько мельниц и крупных хозяйств. В начале 20-го века отток населения имел место в города Пермской губернии, таких как Кунгур и Лысьва.

## Население
| 2000 | 2004 | 2008 | 2010 | 2011 | 2012 | 2013 |
| ---- | ---- | ---- | ---- | ---- | ---- | ---- |
| 29   | ↗31  | ↘26  | ↘7   | →7   | ↗12  | ↘11  |
| 2015 | 2016 |      |      |      |      |      |
| ↘10  | ↘9   |      |      |      |      |      |